# Discinesia tardia
Discinesia tardia é um tipo de discinesia (movimentos repetitivos involuntários) que se manifesta como um efeito colateral do uso a longo prazo ou uso de altas doses de antagonistas da dopamina, geralmente antipsicóticos. Outros antagonistas da dopamina que podem causar discinesia tardia são drogas para transtornos gastrointestinais (como a metoclopramida) e transtornos neurológicos. Enquanto novos antipsicóticos atípicos como a olanzapina e a risperidona aparentam ter menos efeitos distônicos, somente a clozapina demonstrou ter um risco menor de discinesia tardia em comparação com antipsicóticos mais antigos.
O termo discinesia tardia foi introduzido em 1964. O efeito das drogas pode ser tardio, significando que a discinesia às vezes continua ou aparece mesmo após as drogas não serem mais utilizadas por um longo tempo.

## Características
A discinesia tardia é caracterizada por movimentos repetitivos, involuntários e não-intencionais. As características deste distúrbio podem incluir protrusão da língua, morder lábios e piscagem rápida dos olhos. Movimentos rápidos das extremidades também podem ocorrer. Também podem ocorrer prejuízo no movimento dos dedos da mão.